# Иларион Далматский
Иларио́н Новый Далматский (ум. 845) — христианский святой, почитается в лике святых как преподобный. Пострадал от иконоборцев при византийском императоре Льве V Армянине.

## Память
- В православной церкви память Илариона Нового Далматского совершается 6 июня (19 июня).